# Yelena Slesarenko
Yelena Vladímirovna Slesarenko Елена Владимировна Слесаренко - (28 de febrero de 1982 en Volgogrado, Rusia) atleta rusa, especialista en salto de altura, ganadora de la medalla de oro en los Juegos Olímpicos de Atenas 2004.
Yelena Slesarenko era casi una desconocida hasta el 2004. Su mejor marca antes de ese año era de 1'97, marca que hizo en tres ocasiones durante 2002 (en Atenas, Tula y Villeneuve-d'Ascq), y que la situaron séptima del ranking mundial de ese año, lejos de los 2'05 de la líder mundial Kajsa Bergqvist. En las competiciones oficiales su mejor resultado fue un quinto puesto en los Europeos indoor de Viena, Austria.
En 2003 no mejoró sus resultados y solo destaca un salto de 1'96 hecho en Bydgoszcz, Polonia, que la situaron 22ª en el ranking mundial de ese año, dominado por Kajsa Bergqvist y Hestrie Cloete ambas con 2'06.
Pese a todo, en el año 2004 Slesarenko fue la gran revelación del salto de altura femenino. A principios de año pocos podían pronosticar que se convertiría en la mejor del mundo. Sin embargo ya en el mes de marzo sorprendió ganando el título de campeona mundial indoor en Budapest, Hungría, con un magnífico salto de 2'04.
A principios del verano volvió a demostrar su gran estado de forma, volviendo a saltar 2'04 en Bydgoszcz, Polonia, durante la Copa de Europa. En los Juegos Olímpicos de Atenas la gran favorita era la sudafricana Hestrie Cloete, campeona del mundo en París el año anterior. Sin embargo Yelena Slesarenko consiguió la medalla de oro y además mejoró su plusmarca personal con 2'06, un nuevo récord olímpico. La sudafricana Hestrie Cloete fue plata con 2'02 y la ucraniana Viktoriya Styopina bronce también con 2'02.
Como broche del año consiguió la victoria en la final del Grand Prix de la IAAF disputada en Mónaco, con un salto de 2'01.
En 2005 era una de las grandes favoritas para ganar el oro en los Campeonatos del Mundo de Helsinki, Finlandia. Sin embargo durante el calentamiento previo a la final se resintió de una lesión en el tobillo izquierdo y finalmente tuvo que abandonar. El mejor salto de Yelena Slesarenko en 2005 fue de 2'00 conseguidos en Tula, Rusia, poco antes del mundial, que aunque muy inferior a los 2'06 del 2004, acabó siendo la segunda mejor marca mundial del año solo superada por la campeona mundial en Helsinki Kajsa Bergqvist (2'03).
Actualmente es una de las mejores saltadoras de altura del mundo.

## Progresión
- 2005 - 2'00
- 2004 - 2,06
- 2003 - 1,96
- 2002 - 1,97
- 2001 - 1,88
- 2000 - 1,88